# Zodarion merlijni
Zodarion merlijni là một loài nhện trong họ Zodariidae.
Loài này thuộc chi Zodarion. Zodarion merlijni được Robert Bosmans miêu tả năm 1994.